# Backworth
Backworth – wieś w Anglii, w hrabstwie ceremonialnym Tyne and Wear, w dystrykcie metropolitalnym North Tyneside. Leży 10 km na północny wschód od centrum Newcastle i 403 km na północ od Londynu. W 2001 miejscowość liczyła 1500 mieszkańców.